# Tygodnik Muzyczny
Tygodnik Muzyczny (w 1821 jako Tygodnik Muzyczny i Dramatyczny) – pierwsze polskie czasopismo muzyczne.
Był tygodnikiem wydawanym od maja do października 1820 oraz od stycznia do czerwca 1821. Początkowo pod nazwą Tygodnik Muzyczny, w 1821 jako Tygodnik Muzyczny i Dramatyczny. Redaktorem i wydawcą był kompozytor Karol Kurpiński.
Na łamach czasopisma publikowano głownie artykuły autorstwa samego redaktora dotyczące zagadnień estetycznych, teoretycznych i historycznych. W Tygodniku ukazał się artykuł O instrumentach muzycznych, który może być uznany za pierwszy polski kurs instrumentacji.
W czasopiśmie zamieszczano tłumaczenia z prasy zagranicznej, recenzje muzyczne i teatralne. Dział Nowości Zagraniczne przygotowywał najczęściej Józef Dionizy Minasowicz, natomiast dział Teatra Zagraniczne redagował Ludwik Adam Dmuszewski.
Co dwa tygodnie do czasopisma dołączano dodatki muzyczne – nutowe wydania dzieł Kurpińskiego, Józefa Damsego, Marii Szymanowskiej (jako Kazimiera Wołowska), a także opracowania utworów François-Adrien Boieldieu, Charlesa-Frédérica Kreubé, Gioacchino Rossiniego, Gaspare Spontiniego, Carla Heinricha Zöllnera.
Ostatni numer Tygodnika Muzycznego w 1820 ukazał się 25 października. Na prośbę czytelników wydawanie wznowiono 6 stycznia 1821 pod rozszerzonym tytułem Tygodnik Muzyczny i Dramatyczny. Ostatecznie czasopismo zakończyło działalność 27 czerwca 1821 z powodu niewystarczającej liczby prenumeratorów.